# Gorky Park (film)
Gorky Park è un film del 1983 diretto da Michael Apted, interpretato da William Hurt e Lee Marvin. La pellicola è tratta dall'omonimo romanzo del 1981 di Martin Cruz Smith.

## Trama
Nell'inverno moscovita, vicino al laghetto ghiacciato del Gor'kij Park, vengono trovati, sepolti nelle neve, i corpi di tre giovani, due uomini e una donna, ai quali sono stati raschiati i volti e cancellate le impronte digitali. L'ispettore Arkadij Renko, che in precedenza si era trovato a dover affrontare il KGB, si accorge che il caso, molto ambiguo, porta la firma dei servizi segreti. Scopre anche, dopo l'autopsia, che una delle vittime è americana, e, visto che si tratta di uno straniero, secondo regolamento, la competenza dovrebbe ricadere sul KGB. Renko, fiutando una trappola, decide di lasciare il caso. Invitato però nella dacia di campagna da Jamskoj, il procuratore generale che lo aveva protetto in un vecchio contrasto con il KGB, viene alla fine convinto da quest'ultimo a proseguire le indagini.
Tra gli invitati, il poliziotto rivede Irina Asanova, una bella ragazza siberiana che lui stesso aveva interrogato qualche ora prima in merito ai tre corpi rinvenuti nel parco: la donna morta, infatti, portava un paio di pattini da ghiaccio che erano appartenuti a Irina, la quale ne aveva denunciato il furto qualche mese prima. Irina, arrivata alla dacia in compagnia di Jack Osborne, ricco uomo d'affari occidentale che commercia con l'Unione Sovietica in pellicce di zibellino, commercio del quale l'URSS detiene il monopolio mondiale, chiede ad Arkadij di riaccompagnarla a Mosca con la sua auto. Durante il tragitto, Renko cerca di sapere qualcosa in più da lei, ma la giovane infastidita rifiuta di rispondere a qualsiasi domanda e scappa dalla vettura.
Nel frattempo, nel suo laboratorio, il professor Andreev esegue meticolosamente il compito che gli ha affidato il poliziotto sulle teste mozzate dei tre sfortunati: Andreev è un luminare nella ricostruzione di volti e, pazientemente, adopera i suoi metodi per ricostruirne le fattezze e dar loro un'identità. Una sera Renko, appostato davanti all'albergo di Osborne, vi vede entrare Irina e, quando la ragazza esce, si accorge che è seguita da alcuni uomini. Dopo averli pedinati, giunge appena in tempo per salvarla da uno di questi che l'ha bloccata e cerca di farle un'iniezione a forza. Arkadij, però, si trova a mal partito, ma viene salvato a sua volta dall'intervento di William Kirwill, un investigatore statunitense con cui aveva avuto in precedenza uno scontro. Kirwill è arrivato a Mosca per indagare sulla scomparsa del fratello e Renko sospetta che possa trattarsi di uno dei ragazzi morti.
I due poliziotti cominciano a collaborare, mettendo insieme pezzi di verità per ricomporre un puzzle che possa condurli alla soluzione del caso e intanto Irina continua a rifiutare di credere che la sua amica Valeria Davidova possa essere morta; ella crede infatti che Valeria si trovi all'estero, fuori dall'Unione Sovietica, finalmente libera, poiché Osborne l'ha convinta che l'amica si trova a New York. Pur se innamorata di Renko che cerca di aprirle gli occhi, Irina rifiuta la realtà e si aggrappa alle sue illusioni, comprendendo la verità solo durante lo scontro finale tra Osborne e Arkadij.

## Produzione
Per l'impossibilità, alla luce della situazione geopolitica internazionale dell'epoca, di ottenere i permessi d'accesso in Unione Sovietica da parte di una troupe cinematografica statunitense, gli esterni del film sono stati interamente girati tra Helsinki e Stoccolma e nelle loro immediate vicinanze; nello specifico il parco di Kaisaniemi, nel centro di Helsinki, fu utilizzato per rappresentare il reale Gor'kij Park moscovita.

## Riconoscimenti
- 1994 - Edgar Award
  - Best Motion Picture (Dennis Potter)